# Parc Nacional Great Smoky Mountains
Great Smoky Mountains és un parc nacional gestionat pel Servei de Parcs Nacionals dels Estats Units. Constitueix un lloc del Patrimoni de la Humanitat de la UNESCO. S'estén per la serralada de les Great Smoky Mountains. Aquestes muntanyes formen part de les muntanyes Blue Ridge (Cresta Blava), que al seu torn pertany a la cadena de les muntanyes Apalatxes. La frontera entre els estats de Tennessee i Carolina del Nord s'estén des del nord-est cap al sud-oest a través de la línia central del parc. És el parc nacional més visitat als Estats Units. El Sender dels Apalatxes en la seva ruta des de Geòrgia fins a Maine també passa pel centre del parc.
El Congrés dels Estats Units va autoritzar el parc el 1934 i el president Franklin Delano Roosevelt oficialment el va dedicar el 1940. Abasta 2.110 quilòmetres quadrats, pel que és una de les àrees protegides més grans de l'est dels Estats Units. Les entrades principals es troben al llarg de la Ruta Nacional 441 (Newfound Gap Road traduïble com el camí de la collada descoberta recentment) a les ciutats de Gatlinburg (Tennessee) i Cherokee (Carolina del Nord). La seva creació constitueix la primera vegada que els fons federals van pagar en part la terra i els costos associats amb un parc nacional. Els parcs anteriors van ser finançats completament amb diners estatals o fons privats.
El parc conté algunes de les muntanyes més altes de l'est d'Amèrica del Nord, com ara Clingmans Dome, el mont Guyot i el mont Le Conte. La frontera entre els dos estats va de nord-est a sud-oest pel centre del parc. El sender dels Apalatxes passa pel centre del parc en la seva ruta de Geòrgia a Maine. Amb 14,1 milions de visitants el 2021, el Parc Nacional de les Great Smoky Mountains és el parc nacional més visitat dels Estats Units.
El parc és reconegut internacionalment per les seves muntanyes, cascades, biodiversitat i boscos. A més, el parc també conserva múltiples estructures històriques que formaven part de comunitats ocupades pels primers colons europeus-americans de la zona.
Com el parc nacional més visitat dels Estats Units, el parc nacional de les Great Smoky Mountains disposa d'una gran indústria turística amb seu al comtat de Sevier, Tennessee, adjacent al parc. Les principals atraccions són Dollywood, la segona atracció turística més visitada de Tennessee, Ober Gatlinburg i Ripley's Aquarium of the Smokies. El turisme al parc aporta uns 2.500 milions de dòlars anuals a l'economia local.

## Història
Durant milers d'anys, aquesta regió va ser ocupada per successives cultures de pobles indígenes. Els històrics Cherokees tenien la seva terra natal aquí, i van ocupar nombroses ciutats a les valls fluvials a banda i banda de les muntanyes dels Apalatxes. Les seves primeres trobades amb europeus van ser com a comerciants, majoritàriament procedents de les Carolines colonials i Virgínia.
Els europeus americans no van començar a establir-se aquí fins a finals del segle xviii i principis del XIX. Particularment a causa de la seva pressió per adquirir terres al sud profund, el 1830 el president Andrew Jackson va signar la Llei d'eliminació dels indis, iniciant el procés que finalment va donar lloc a l'expulsió forçada de totes les tribus índies a l'est del riu Mississipi al territori indi (ara Oklahoma)..
La majoria dels Cherokees també van ser eliminats. Durant un període, alguns, liderats per guerrers com Tsali, van esquivar l'expulsió romanent a la zona que ara forma part del Parc Nacional Great Smoky Mountains. Una banda del riu Oconaluftee va adquirir terres i també es va quedar. Els seus descendents constitueixen la majoria de la banda oriental d'indis Cherokees reconeguda a nivell federal, amb seu a Cherokees, Carolina del Nord, i la seva reserva Qualla Boundary al sud del parc.

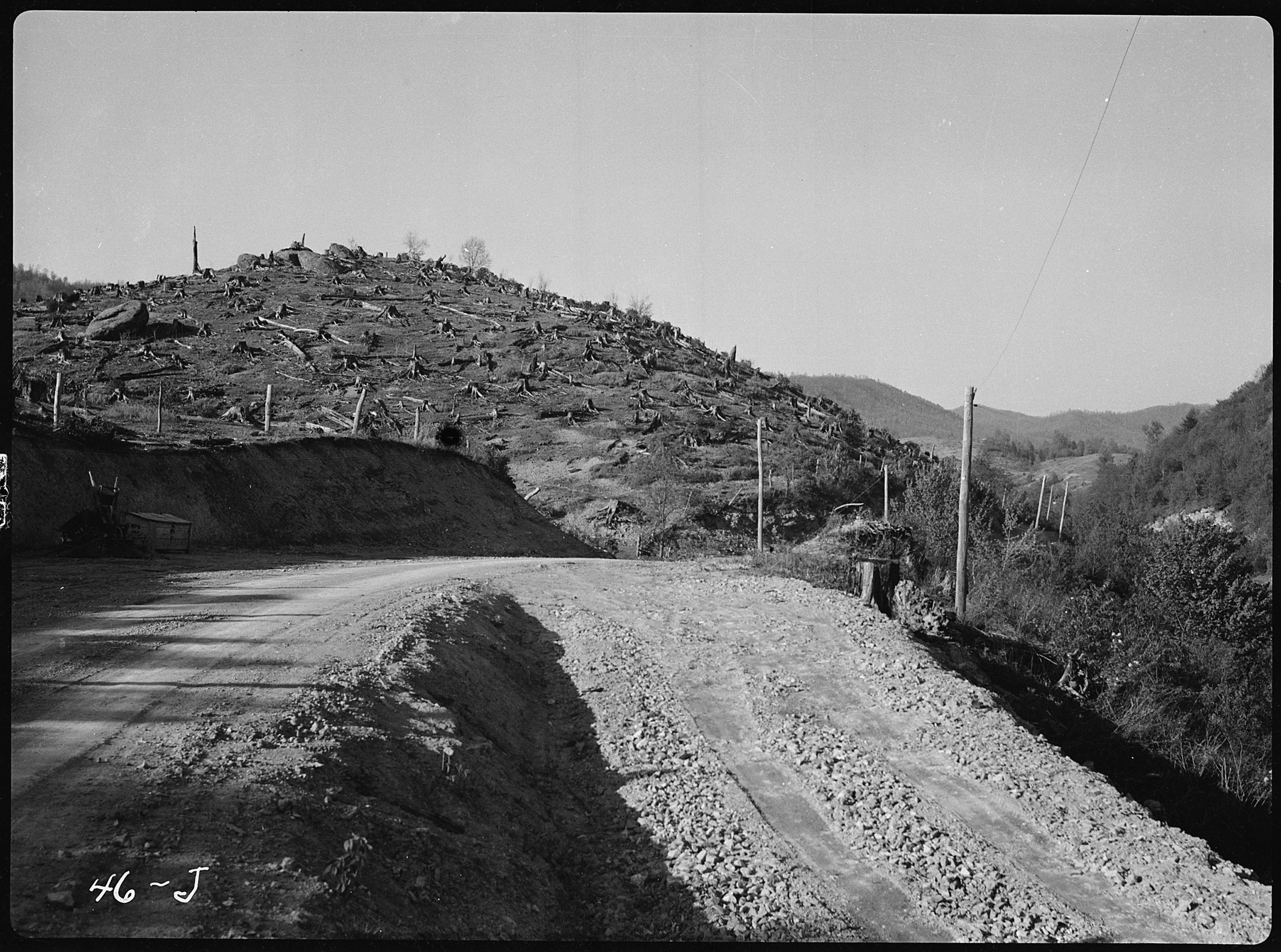
L'explotació forestal a les muntanyes Blue Ridge a Tennessee, 1936

John Mingus, que va construir el Mingus Mill, i Ralph Hughes es van establir a Oconaluftee el 1795. Altres colons aviat van seguir i van començar a netejar terres i a conrear. El 1818, John Oliver i la seva família van ser els primers colons blancs a traslladar-se a Cades Cove. Després de 1821, més famílies es van establir a Cades Cove, inclosos els Jobes, Gregorys, Sparkes i Cables. A mesura que la comunitat va començar a créixer, l'església baptista de Cades Cove es va establir el 1827.
A mesura que van arribar els colons blancs, els empresaris van desenvolupar l'explotació forestal com una indústria important a les muntanyes. El Little River Railroad va ser construït pel coronel WB Townsend a finals del segle XIX per treure fusta de les regions remotes de la zona. El coronel Townsend havia comprat 86.000 acres de terra al riu Little. La construcció del Little River Railroad va ser un exemple per a empreses més grans com la Ritter Lumber Company, Montvale Timber Company i Norwood Lumber per comprar també hectàrees de terra per tal de tallar. L'empresa maderera Champion va comprar 92.000 aacrs de terreny que incloïa la zona de Greenbrier Cove i àrees des de Clingman's Dome fins al mont Kephart. El 1909 l'explotació forestal estava al seu punt àlgid i el 1920 aproximadament dos terços de l'àrea del Parc Nacional de les Great Smoky Mountains havien estat tallades o cremades pels incendis de les operacions de tala.
Com que la tala a clares a l'estil de talla i execució estava destruint la bellesa natural de la zona, al segle XX els visitants i els locals es van unir per recaptar diners per a la preservació de la terra. El Servei de Parcs Nacionals dels EUA volia un parc a l'est dels Estats Units, però no tenia molts diners per establir-ne un. David C. Chapman; un líder empresarial de Knoxville, Tennessee; va ser nomenat el 1925 per dirigir una comissió per establir un parc nacional aquí. El Congrés va autoritzar el parc el 1926, però no hi havia cap nucli de terrenys de propietat federal al voltant del qual desenvolupar-lo. John D. Rockefeller Jr. va aportar 5 milions de dòlars, el govern dels EUA va afegir 2 milions, i ciutadans privats de Tennessee i Carolina del Nord es van presentar per muntar el terreny per al parc, peça per peça.
Lentament, els masovers de muntanya, els miners i els fusters van ser desallotjats de la terra. Es van suprimir les granges i explotacions de fusta per establir les zones protegides del parc. L'escriptor de viatges Horace Kephart, per qui va rebre el nom de Mount Kephart, i els fotògrafs Jim Thompson i George Masa van ser fonamentals pel desenvolupament del parc. Ben W. Hooper, un antic governador de Tennessee, va ser el principal agent de compra de terres del parc, que es va establir oficialment el 15 de juny de 1934. Durant la Gran Depressió, el Cos Civil de Conservació, l’Administració de Progrés de les Obres i altres organitzacions federals van contractar treballadors per construir senders, torres de vigilància de foc i altres millores d'infraestructures al parc i a les Smoky Mountains.

## Geologia
La majoria de roques del Parc Nacional de les Great Smoky Mountains són roques del Precambrià tardà que formen part del Supergrup Ocoee. Aquest grup està format per gresos metamorfosats, fil·lites, esquists i pissarra. Les roques del primer precambrià no només són les roques més antigues del parc, sinó també el tipus de roca dominant en llocs com la vall de Raven Fork i la part superior del riu Tuckasegee entre Cherokee i Bryson City. Consten principalment de gneis metamòrfic, granit i esquist. Les roques sedimentàries cambrianes es poden trobar al fons dels contraforts al nord-oest, i a cales de pedra calcària com la cala Cades. Una de les atraccions més visitades a les muntanyes és la cala Cades, que és una finestra o una zona on les roques més antigues fetes amb pedra arenisca envolten el fons de la vall de roques més joves fetes amb pedra calcària.
Les roques més antigues dels Smokies són el gneis i els esquists del precambrià que es van formar fa més de mil milions d'anys a partir de l'acumulació de sediments marins i roques ígnies. Al precambrià superior, l'oceà es va expandir i les roques del Supergrup Ocoee més recents es van formar a partir de l'acumulació de massa terrestre erosionada a la plataforma continental. A l'era paleozoica, l'oceà va dipositar una gruixuda capa de sediments marins que va deixar enrere roques sedimentàries. Durant el període ordovicià, la col·lisió de les plaques tectòniques nord-americanes i africanes va iniciar l’orogènia al·legheniana que va crear la serralada dels Apalatxes. Durant el Mesozoic, la ràpida erosió de les roques sedimentàries més toves va tornar a exposar les formacions més antigues del supergrup Ocoee.

## Medi ambient

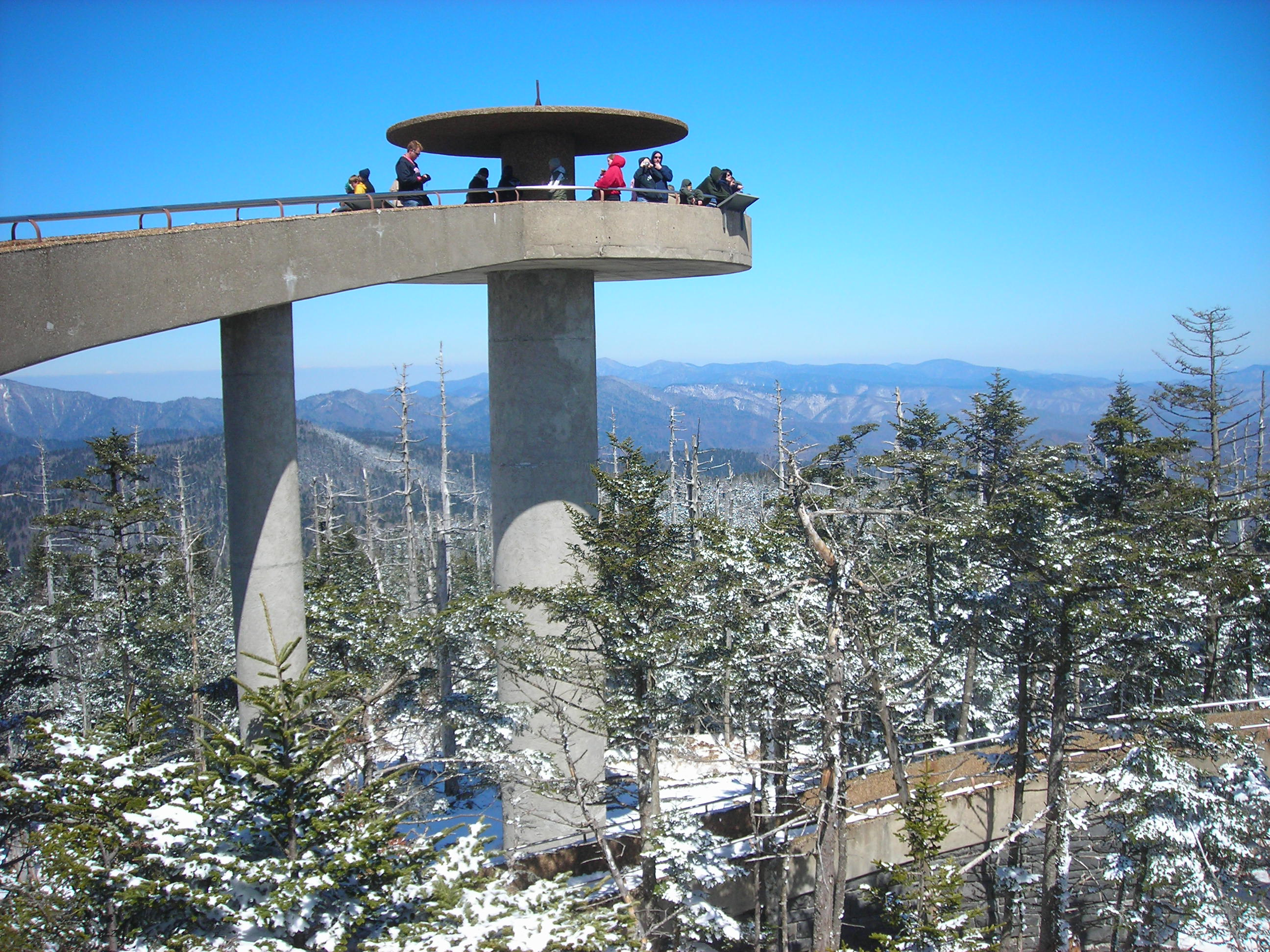
La torre d'observació de Clingmans Dome, el punt més alt del parc nacional

Les elevacions del parc oscil·len entre uns 30 m fins a 2300 m al cim del Clingmans Dome. Dins del parc, un total de setze muntanyes arriben a més de 1600 m.
L'ampli ventall d'elevacions imita els canvis de latitud que es troben a tot l'est dels Estats Units. Pujar per les muntanyes és comparable a un viatge de Tennessee al Canadà. Les plantes i els animals comuns al nord-est del país han trobat nínxols ecològics adequats a les elevacions més altes del parc, mentre que les espècies del sud troben lloc als trams més baixos.

### Clima
Segons el sistema de classificació climàtica de Köppen, el Parc Nacional Great Smoky Mountains té dos tipus de clima: subtropical humit (Cfa) i oceànic temperat (Cfb). La zona de resistència de les plantes al centre de visitants de Clingmans Dome és de 5b amb una temperatura mínima extrema mitjana anual de -25,7 °C.
La massa d'aire humida i subtropical que es troba habitualment sobre les Smoky Mountains produeix grans quantitats de precipitació. Les precipitacions anuals oscil·len entre 1.300–2.000 mm, amb fortes nevades hivernals a les cotes més altes. Les inundacions sobtades es produeixen després de fortes pluges.
La diferència mitjana de temperatura entre les muntanyes, com ara Newfound Gap a 1.539 m per sobre del MSL, i les valls a uns 488 m, està entre 5,6–7,2 °C per a màximes i entre 1,7–3,3 °C per a mínimes. La diferència entre temperatures altes és similar a la taxa de lapse adiabàtic humit de 1,8 °C per 300 m, mentre que la menor diferència entre les baixes temperatures és el resultat de freqüents inversions de temperatura que es desenvolupen al matí, més sovint a la tardor.
Vents forts perjudicials de 130–160 km/h o més es produeixen unes quantes vegades a l'any al voltant de les Smoky Mountains, principalment durant l'estació fresca d'octubre a abril, com a resultat d'un fenomen conegut com a onades de muntanya. Les onades de muntanya són més fortes en una zona estreta al llarg dels contraforts i poden crear zones extenses d'arbres caiguts i danys al sostre, especialment al voltant de Cades Cove i Cove Mountain. Els forts vents creats per les onades de muntanya van ser un factor que va contribuir al devastador incendi de Gatlinburg el 28 de novembre de 2016, durant els incendis forestals de les Great Smoky Mountains de 2016. Els vents perjudicials també poden ser generats per fortes tempestes, amb tornados i forts complexos de tempestes (també coneguts com a complex convectiu de mesoscala) que afecten ocasionalment les.Smoky Mountains.

### Contaminació de l'aire
El parc està afectat per la contaminació de l'aire a causa de l'augment del desenvolupament. En un informe de 2004 de l’Associació per a la Conservació de Parcs Nacionals, el Parc Nacional Great Smoky Mountains va ser considerat el parc nacional més contaminat. De 1999 a 2003, el parc va registrar aproximadament 150 dies d'aire no saludable, l'equivalent a aproximadament un mes de dies d'aire no saludable per any. L'any 2013, la Universitat Estatal de Colorado va informar que, a causa de l'aprovació de la Llei d'aire net dels Estats Units el 1970, i la posterior implementació del Programa de pluja àcida, hi havia hagut una millora significativa de la qualitat de l'aire a les Great Smoky Mountains de 1990 a 2010.

## Biologia i ecologia
El parc és gairebé el 95 per cent boscós, i gairebé el 36 per cent d'ell, 187000 acres, el Servei de Parcs estima que és un bosc antic amb molts arbres anteriors a l'assentament europeu de la zona. És un dels blocs més grans de boscos caducifolis, temperats i antics d'Amèrica del Nord.

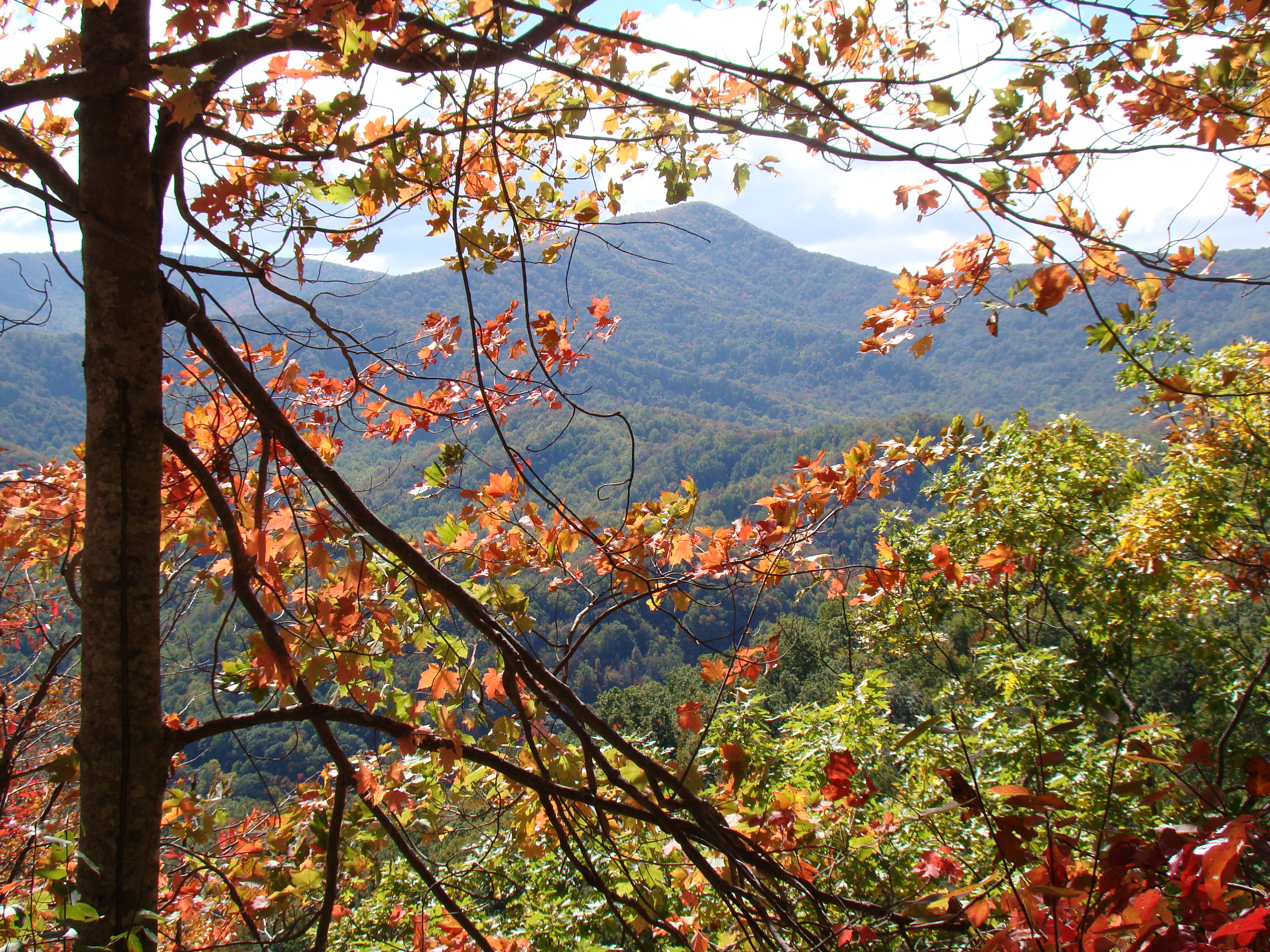
Colorides fulles de tardor a l'octubre de 2008

La varietat d'elevacions, les abundants precipitacions i la presència de boscos antics donen al parc una riquesa de bioma inusual. Es coneixen unes 19.000 espècies d'organismes que viuen al parc, i s'estima que 100.000 espècies addicionals no documentades també poden estar presents.
Els funcionaris del parc compten més de 200 espècies d'ocells, 50 espècies de peixos, 39 espècies de rèptils i 43 espècies d'amfibis, incloses moltes salamandres sense pulmons. El parc és un lloc important per a les salamandres. El parc té una població d'ós negre destacable, amb uns 1.500. Un intent de reintroduir els llops vermells al parc el 1991 va fracassar dràsticament, i va obligar els Serveis de Peix i Vida Silvestre dels EUA a retirar els llops de la zona el 1998. Els alces (wapiti) es van reintroduir al parc l'any 2001, tres anys després que l'FWS retirés els llops vermells de la zona. Els alces són més abundants a la zona de Cataloochee, a la secció sud-est del parc.
També acull espècies de mamífers com ara l'os rentador, el linx roig, dues espècies de guineu, la llúdria del Canadà, la marmota, el castor, dues espècies d’esquirol, l'opòssum de Virgínia, el coiot, el cérvol de Virgínia, esquirol, dues espècies de mofeta i diverses espècies de ratpenats.
Al parc creixen més de 100 espècies d'arbres. Els boscos de la regió baixa estan dominats per arbres de fulla caduca. A més altituds, els boscos caducifolis donen pas a coníferes com l'avet de Fraser. A més, el parc compta amb més de 1.400 espècies de plantes amb flors i més de 4.000 espècies de plantes sense flors.

### Peix
Hi ha hagut centenars d'espècies de peixos conegudes que viuen a la zona.

#### Llista de peixos
Font:
- Alosa de pedrer americana
- Apèndix Lamoetra
- Gar nas llarg
- Làmprea de rierol de muntanya
- Truita de rierol

## Atraccions i activitats

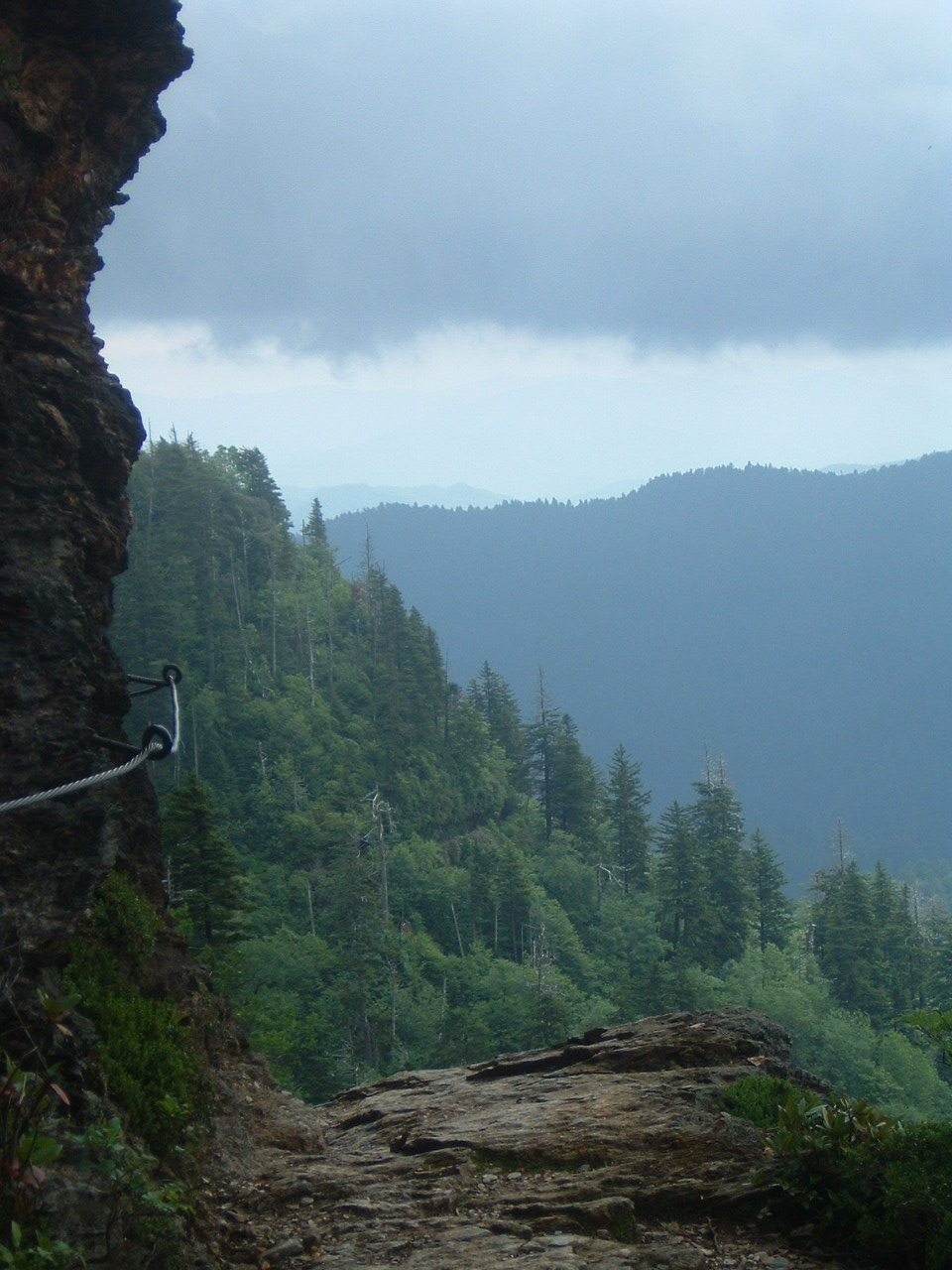
El camí de la cova Alum fins al cim del mont LeConte ofereix nombroses vistes de les Great Smoky Mountains

El Parc Nacional de les Great Smoky Mountains és una gran atracció turística de la regió. Ha estat el parc nacional més visitat durant molts anys, amb més de 14,1 milions de visitants recreatius (turistes) el 2021. La figura recreativa representa gairebé el doble de turistes que el Gran Canó, que va rebre prop de 6 milions de visitants el mateix any. Les ciutats dels voltants, en particular Gatlinburg, Pigeon Forge, Sevierville i Townsend, Tennessee, i Cherokee, Sylva, Maggie Valley i Bryson City, Carolina del Nord, reben una part important dels seus ingressos del turisme associat al parc.
Els dos principals centres de visitants dins del parc són el Centre de Visitants de Sugarlands a prop de l'entrada de Gatlinburg al parc i el Centre de Visitants d'Oconaluftee prop de Cherokee, Carolina del Nord, a l'entrada est del parc. Aquestes estacions de guardabosques ofereixen exposicions sobre la vida salvatge, la geologia i la història del parc. També venen llibres, mapes i records. L'entrada al parc és gratuïta.
L'autopista 441 dels EUA (coneguda al parc com a Newfound Gap Road) divideix el parc en dues parts, proporcionant accés amb cotxe a molts caps de senders i miradors, sobretot el de Newfound Gap. A una altitud de 5048 peus, és el buit més baix de les muntanyes i està situat a prop del centre del parc, a la línia de l'estat de Tennessee i Carolina del Nord, a mig camí entre les ciutats frontereres de Gatlinburg i Cherokee. Va ser aquí on l'any 1940, des del Memorial Rockefeller, Franklin Delano Roosevelt va dedicar el parc nacional. En dies clars, Newfound Gap ofereix probablement les escenes més espectaculars accessibles per carretera del parc.
Lakeview Drive, situada al llarg de la riba nord del llac Fontana, és una carretera panoràmica que maig es va completar. Dividit en dos segments, s'hi pot accedir mitjançant Fontana Dam o Bryson City. Disposa d'un túnel de carretera sense utilitzar i connecta amb diverses rutes de senderisme i passejades a cavall de la zona.
El parc té una sèrie d'atraccions històriques. El més ben conservat d'aquests (i el més popular) és Cades Cove, una vall amb una sèrie d'edificis històrics conservats com cabanes de troncs, graners i esglésies. Cades Cove és la destinació més freqüentada del parc nacional. Les excursions autoguiades en automòbil i en bicicleta ofereixen als nombrosos turistes una visió de la forma de vida de l'antic sud dels Apalatxes. Altres àrees històriques del parc inclouen Roaring Fork, Cataloochee, Elkmont i el Mountain Farm Museum i el Mingus Mill al riu Oconaluftee.

### Senderisme
Hi ha 1370 km de senders i carreteres sense asfaltar al parc per fer senderisme, inclosos 110 km del sender dels Apalatxes. El mont Le Conte és una de les destinacions més freqüentades del parc. La seva elevació és de 2.010 m, el tercer cim més alt del parc i, mesurat des de la seva base fins al seu cim més alt, la muntanya més alta a l'est del riu Mississipi. El sender de la cova d'Alum és el més utilitzat dels cinc camins de camí cap al cim. Ofereix moltes vistes panoràmiques i atraccions naturals úniques, com ara Alum Cave Bluffs i Arch Rock. Els excursionistes poden passar una nit al LeConte Lodge, situat prop del cim, que ofereix cabanes i habitacions de lloguer (excepte durant la temporada d'hivern). Només accessible per sender, és l'únic allotjament privat disponible dins del parc.

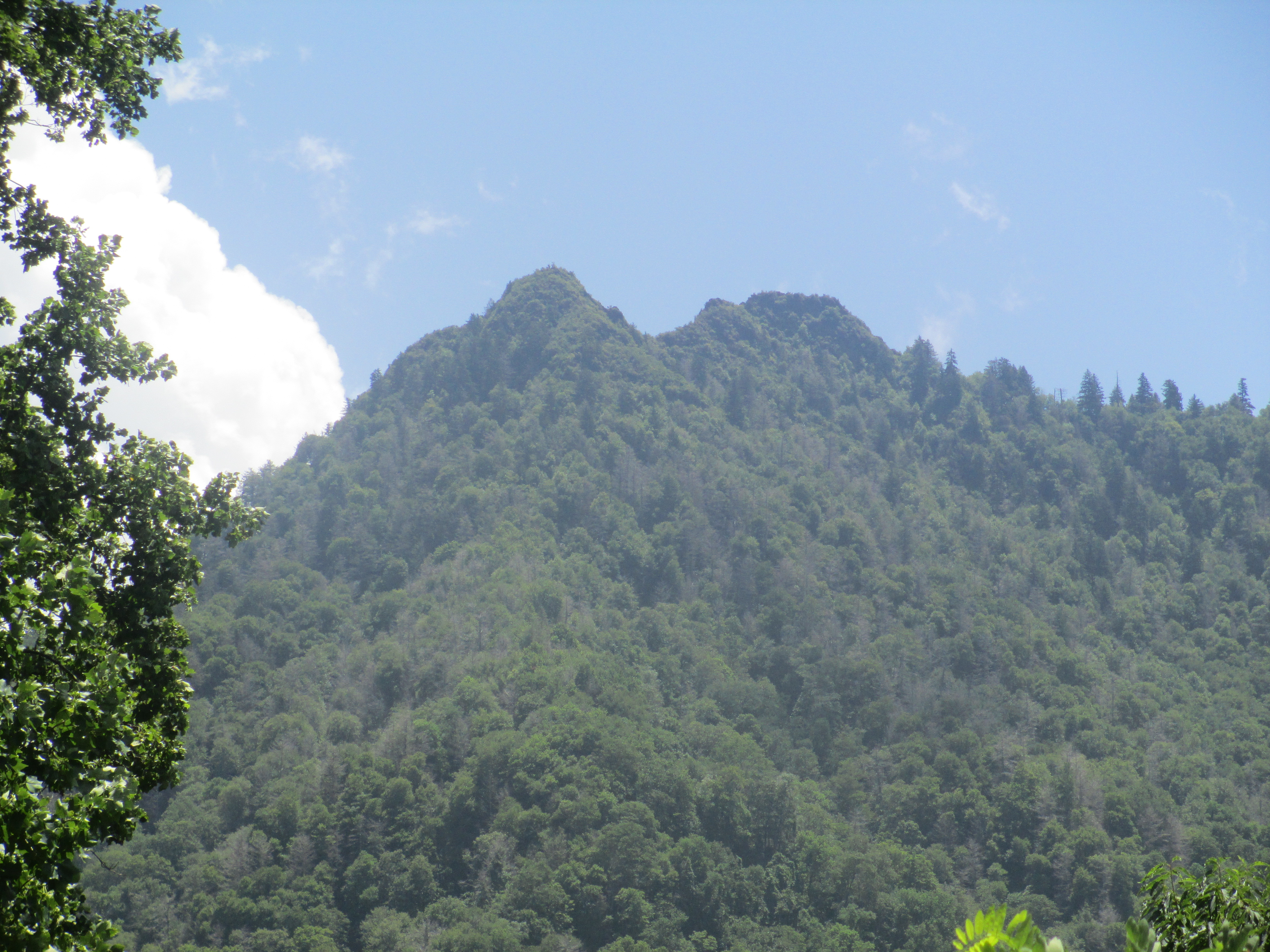
The Chimney Tops va ser una destinació popular per als excursionistes fins que es va tancar l'accés a causa dels danys dels incendis forestals de les Great Smoky Mountains del 2016.

Una altra ruta de senderisme popular va conduir al cim de les cims de la xemeneia, anomenada així pels seus cims únics de doble gepa. Aquesta curta però intensa travessa va recompensar els amants de la natura amb una panoràmica espectacular dels cims de les muntanyes dels voltants. Va ser el punt d'inflamació dels incendis forestals de les Great Smoky Mountains del 2016 i, per tant, va patir danys importants, evidents encara avui en cicatrius de cremades clarament visibles. El cim ha estat tancat als turistes des d'aleshores.
Tant els senders Laurel Falls com el Clingmans Dome ofereixen camins asfaltats relativament fàcils, curts i fins a les seves respectives destinacions. El sender Laurel Falls condueix a una potent cascada de 24 m , i el Clingmans Dome Trail porta els visitants a pujar fins a una plataforma d'observació de 15 m, que en un dia clar ofereix vistes durant moltes milles sobre les muntanyes de Tennessee, Carolina del Nord i Geòrgia.
A més de fer senderisme d'un dia, el parc nacional ofereix oportunitats per anar amb motxilla i acampar. Només es permet l'acampada en zones d'acampada i refugis marcats. La majoria dels refugis de senders del parc es troben al llarg del sender dels Apalatxes o a poca distància en senders laterals. A més dels refugis del sender dels Apalatxes utilitzats principalment per a viatges prolongats amb motxilla, hi ha tres refugis al parc que no es troben al sender dels Apalatxes. El refugi Mt. LeConte es troba a poca distància a l'est de LeConte Lodge al The Boulevard Trail. Té capacitat per a 12 persones per nit i és l'únic lloc de fons de tot el parc que té una prohibició permanent de fogueres. El refugi Kephart es troba al final del Kephart Prong Trail que comença aigües amunt de l'àrea de pícnic de Collins Creek. El refugi, situat al llarg d'un afluent del riu Oconaluftee, té capacitat per a 14 persones. Laurel Gap Shelter és un dels refugis més allunyats del parc. Situat en un bosc de faigs entre Balsam High Top i Big Cataloochee Mountain, el Laurel Gap Shelter pot allotjar fins a 14 persones per nit. Aquest refugi és un campament base popular per als peakbaggers que exploren el cor del desert de Smokies.
Els càmpings de l'interior designats es troben repartits pel parc. Cal un permís, disponible a les estacions de guardabosques i a través del lloc web del parc, per a totes les acampades fora del país. A més, cal fer reserves per a tots els refugis i càmpings de fons. Una estada màxima d'una nit, en el cas dels refugis, o de tres nits, en el cas dels càmpings, pot limitar l'itinerari del viatger.

### Altres activitats
Després del senderisme i les visites turístiques senzilles, la pesca (especialment la pesca amb mosca) és l'activitat més popular del parc nacional. Les aigües del parc han tingut des de fa temps una reputació d'activitat saludable de truites, així com de terrenys de pesca difícils. La truita de rierol és autòctona de les aigües, mentre que tant l'arc de Sant Martí com el marró es van introduir a la zona. En part a causa de les recents sequeres que maten els peixos autòctons, hi ha regulacions estrictes sobre com es pot practicar la pesca. Dins del parc també es practiquen passejades a cavall (oferides pel parc nacional i en senders limitats), anar en bicicleta (disponible per llogar a Cades Cove) i tubs d'aigua.
Des de finals de maig fins a principis de juny, l'àrea d'Elkmont del parc acull el període màxim d'exhibició de cuques sincròniques (Photinus carolinus), una de les 19 espècies de cubs que viuen al parc nacional de les Great Smoky Mountains. Són l'única espècie a Amèrica els individus de les quals poden sincronitzar els seus patrons de llum intermitent.

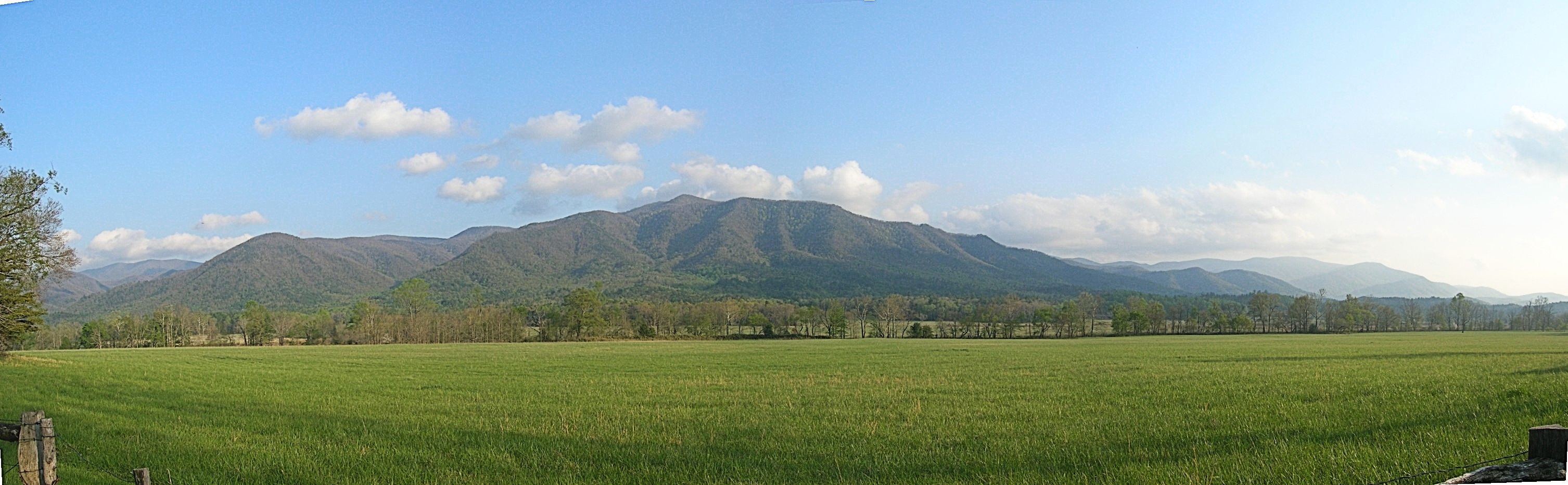
Panorama de Cades Cove

## Zones històriques dins del parc nacional

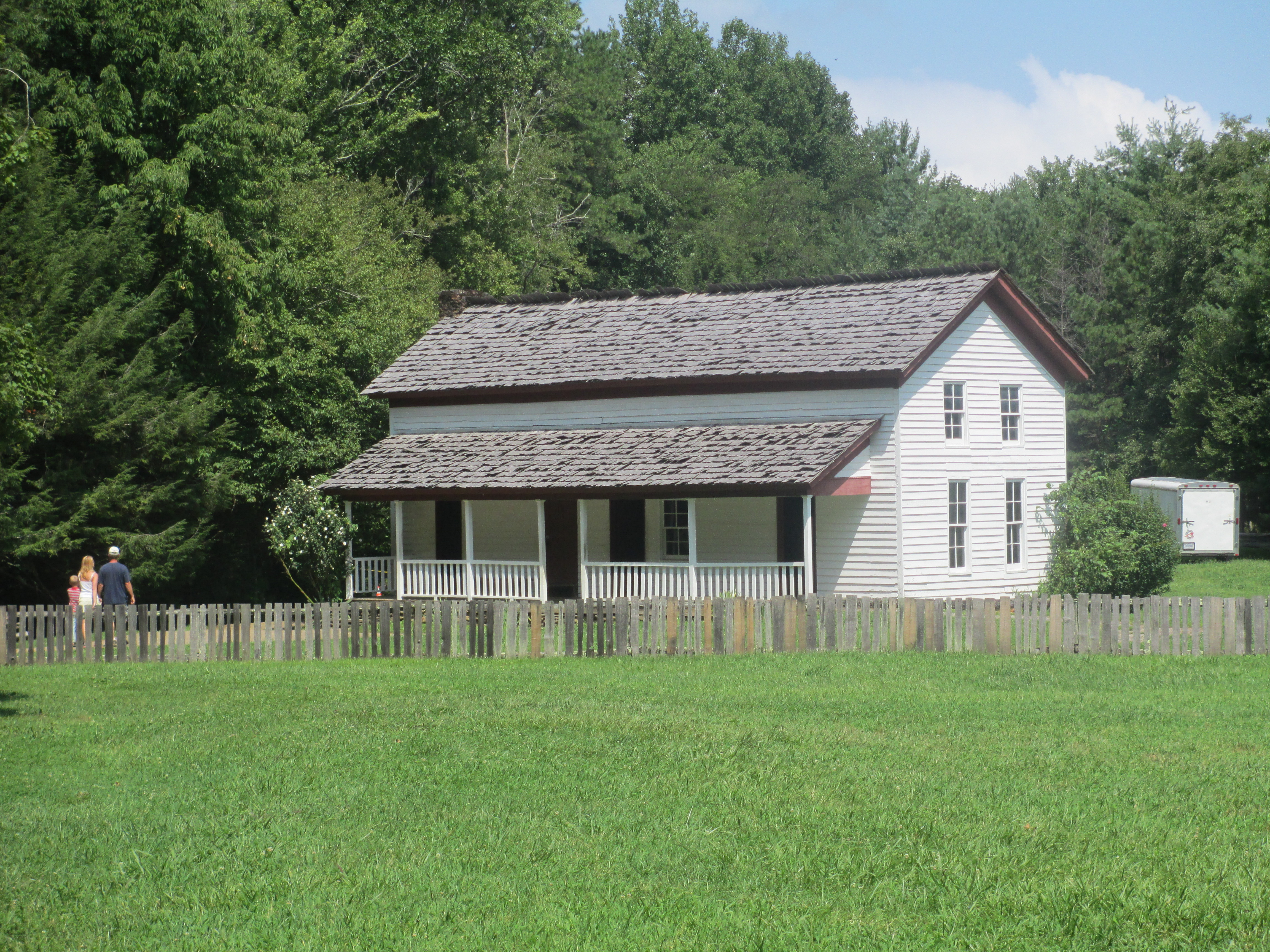
La casa Becky Cable al districte històric de Cades Cove es va construir el 1879.

El servei del parc manté quatre districtes històrics i un districte arqueològic dins dels límits del parc, així com nou llistats individuals al Registre Nacional de Llocs Històrics. Les estructures notables que no figuren a la llista inclouen els edificis del Mountain Farm Museum a Oconaluftee i els edificis de la zona de Cataloochee. El Mingus Mill (a Oconaluftee) i la cabana del Smoky Mountain Hiking Club a Greenbrier s'han considerat aptes per a la llista.
- Cabana Alex Cole
- Torre d'observació Clingmans Dome
- Hall Cabin (a la zona de Hazel Creek)
- John Messer Barn
- Cabana John Ownby
- Església Baptista d'Oconaluftee (també anomenada Església Baptista de Smokemont)
- Tyson McCarter Place
- Estudi Mayna Treanor Avent
- Little Greenbrier School
- Lloc de les Germanes Walker

## Importància cultural
El parc es va utilitzar per filmar escenes de la sèrie de televisió de la Dècada del 1950 de Disney , Davy Crockett, King of the Wild Frontier.
Aquest parc va ser designat Reserva Internacional de la Biosfera el 1976, va ser certificat com a Patrimoni de la Humanitat per la UNESCO el 1983 i es va convertir en part de la Reserva de la Biosfera dels Apalatxes Meridionals el 1988.
El 2 de setembre de 2009 es va celebrar una cerimònia de dedicació del 75è aniversari. Entre els assistents hi havia els quatre senadors nord-americans de Tennessee i Carolina del Nord, els tres representants nord-americans els districtes dels quals inclouen el parc, els governadors d'ambdós estats i el secretari de l'Interior Ken Salazar. Dolly Parton, nativa de Tennessee, cantant i actriu també va assistir i actuar.
A finals de novembre i principis de desembre de 2016, una sèrie d'incendis forestals van engolir un total de 72 km² al parc i als voltants. Els incendis forestals van matar almenys 14 persones, van ferir 190 i van obligar a evacuar més de 14.000 persones. Els incendis també van danyar o destruir almenys 2.000 estructures. Els incendis, que inicialment es sospitava que eren provocats per un incendi domèstic, es van produir durant un període de sequera inusual, que va accelerar els focs. Els incendis forestals van ser els més mortífers de l’est dels Estats Units des dels grans incendis de 1947, i van suposar un dels pitjors desastres naturals de la història de Tennessee.
El 2015, Cassius Cash va ser nomenat el primer superintendent afroamericà del Parc Nacional de les Great Smoky Mountains. És el 16è superintendent del parc.
El 2023, el parc nacional apareixerà en un segell USPS Priority Mail Express que representa una escena a prop del Newfound Gap. El segell va ser dissenyat pel director d'art de l'USPS, Greg Breeding, amb art de Dan Cosgrove.